# Predigthaus (Düren)

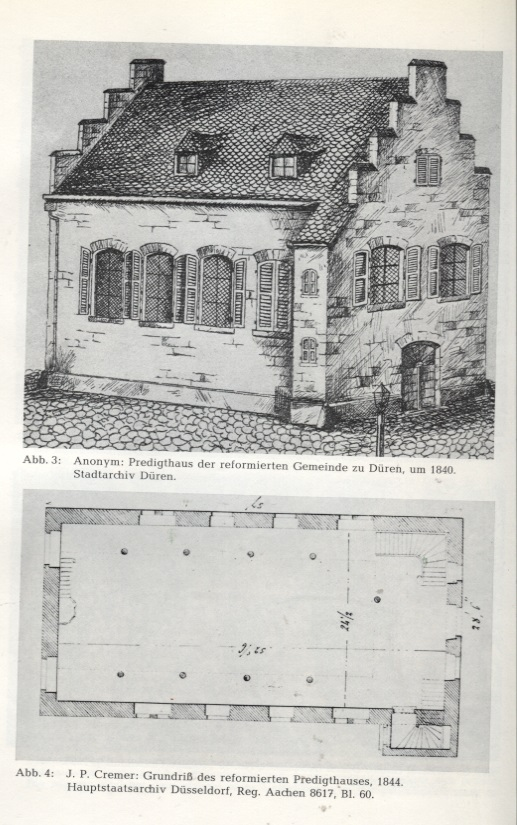
Das Predigthaus und der Grundriss

Das Predigthaus, auch Klomp (altes baufälliges Haus) genannt, stand in Düren, Nordrhein-Westfalen, auf dem Viehmarkt, dem heutigen Kaiserplatz.
Im Jahre 1608 wurde mit dem Bau eines zweigeschossigen Hauses als Fleischhalle begonnen. 1610 wurde das unvollendete Haus an die reformierte Gemeinde übergeben. Im Zuge der Gegenreformation wurde 1628 der Gemeinde das Nutzungsrecht auf herzoglichen Befehl wieder entzogen. 1649 wurde das Gebäude für 1200 Taler zurückgekauft. Zwischen 1705 und 1784 erfolgten Bestattungen im aufgeschütteten Erdgeschoss. Die Orgel von Peter Weidtmann aus Ratingen wurde 1695 eingebaut. Sie wurde 1770/1772 durch Peter Kemper aus Münstereifel erneuert. 1803 wurde das Gebäude in großem Umfang umgebaut.
Im Jahr 1850 wurde das seit 1845 ungenutzte Haus abgerissen. 1886/1887 wurde das Grundstück an die Stadt verpachtet. Die sterblichen Überreste der Beerdigten wurden auf den evangelischen Friedhof in der Kölnstraße umgebettet.
1891 wurde auf dem Gelände das Denkmal für Kaiser Wilhelm I. durch  den Bildhauer Joseph Uphues errichtet. Das Grundstück wurde 1893 an die Stadt geschenkt.